# The NDR Hamburg Studio Recordings
The NDR Hamburg Studio Recordings ist ein Jazzalbum von Wes Montgomery. Acht der im April 1965 in Hamburger Studio des Norddeutschen Rundfunk entstandenen Aufnahmen erschienen zunächst 1992 unter dem Titel Live in Europe auf dem Label Philology, 2021 in erweiterter Form auf dem Label Jazzline Classics. Das Album wurde während Wes Montgomerys einziger Europatournee aufgenommen und präsentiert den Gitarristen als Teil eines internationalen All-Star-Oktetts, das für einen einmaligen Auftritt beim Norddeutschen Rundfunk zusammengestellt wurde.

## Hintergrund
Kurz nach einer ersten Studiosession für sein – nach Movin’ Wes – zweites Verve-Album Bumpin’ (an dem u. a. Roger Kellaway, Bob Cranshaw und Grady Tate mitgewirkt hatten), hielt sich der Gitarrist Wes Montgomery im März und April 1965 erstmals in West- und Mitteleuropa auf, wo er in verschiedenen Besetzungen Konzert-Auftritte und Rundfunkgastspiele absolvierte. Auf dieser Tournee, zum Beispiel in San Remo, in Belgien oder für die BBC in London, spielte er mit seinem eigenen Quartett, mit Harold Mabern am Klavier, Arthur Harper am Kontrabass und Jimmy Lovelace am Schlagzeug, aber er wollte unbedingt auch als Gast von europäischen Jazzensembles zur Verfügung stehen. In London spielte er mit seinem Quartett in der BBC-Sendung Jazz 625; in Paris kam zu der Gruppe bei ihrem Konzert in Théâtre des Champs-Élysées am 27. März noch Johnny Griffin hinzu. In Hilversum spielte Montgomery am 2. April mit Clark Terry, Pim Jacobs bzw. Rob Franken, Ruud Jacobs, Han Bennink bzw. Edgar Bateman. Nach einem Konzert in Brüssel und einem Gastspiel in London, wo er mit Stan Tracey, Rick Laird und Ronnie Stephenson am 9. April im Ronnie Scott’s Jazz Club spielte, kam er dann zu einem Studiokonzert nach Hamburg. Am 30. April 1965 nahm er mit einer All-Star-Band für den NDR eine Reihe von Titeln auf; in dem Oktett spielten neben dem Organisator Hans Koller (ausnahmsweise am Altsaxophon) Johnny Griffin, Ronnie Scott, Ronnie Ross, Martial Solal, Michel Gaudry und Ronnie Stephenson.
Das Programm und seine Vorbereitung bildete den 39. NDR Jazzworkshop, Teil einer seit 1958 bestehenden Reihe; es folgte der ursprünglichen Linie von Redakteur Hans Gertberg für diese Veranstaltung: Eine Woche lang brachte man Musiker  zusammen, die normalerweise nicht oder selten zusammen spielten, um dann das Ergebnis des Workshops in einem abschließenden Konzert im Rundfunk zu präsentieren. Die Gruppe um den Gitarristen spielte bekannte Montgomery-Kompositionen wie „West Coast Blues“, „Four on Six“ und „Twisted Blues“, außerdem den Standard „Here’s That Rainy Day“ sowie Beiträge von Ronnie Ross, „Last of the Wine“ und „Blue Grass“. Die Session enthielt auch Griffins „The Leopard Walks“, Solals „Opening 2“ und Thelonious Monks Klassiker „Blue Monk“. Johnny Griffin und vor allem Ronnie Ross hatten für die Bläsergruppe, die nicht an allen Stücken beteiligt war, arrangiert. Auf der (bislang unveröffentlichten) zweiten Disc dokumentieren Aufnahmen, die für das Fernsehen entstanden waren, wie zwei Tage zuvor die Musiker bei den Proben zu der Studiosession spielten. Wes Montgomery und die Gruppe arbeiten dabei an fünf Melodien, darunter „On Green Dolphin Street“, einem Feature für Solal; der Titel wurde dann jedoch zwei Tage später nicht ins Konzertprogramm übernommen.

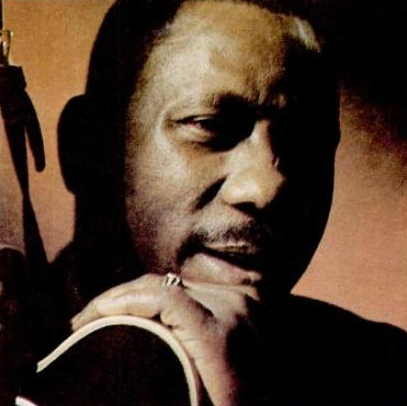
Wes Montgomery 1965

## Titelliste

### Live in Europe (1992)

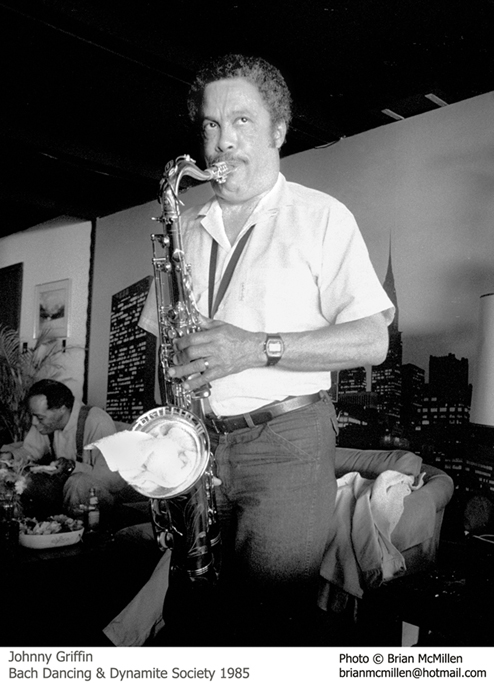
Johnny Griffin (1985)

- Wes Montgomery: Live in Europe (Musica Jazz W 97-2, Philology W 97-2)

1. Blue Grass (Ronnie Ross) 	4:49
2. Glass of Cool Wine (eigentlich „Last of the Wine“ von Ronnie Ross) 	7:41
3. The Leopard Walks (Johnny Griffin) 	6:56
4. Here Is That Rainy Day (Johnny Burke, Jimmy Van Heusen) 	8:13
5. Four on Six (Wes Montgomery) 	6:15
6. Blue Monk (Thelonious Monk) 	6:23
7. Twisted Blues (Wes Montgomery) 	5:11
8. West Coast Blues (Wes Montgomery) 	4:10

### The NDR Hamburg Studio Recordings (1992)
- Wes Montgomery – The NDR Hamburg Studio Recordings (Jazzline Classics D77078)

CD 1
1. West Coast Blues
2. Four on Six
3. Last of the Wine
4. Here‘s That Rainy Day
5. Opening 2
6. Blue Grass
7. Blue Monk
8. The Leopard Walks
9. Twisted Blues
10. West Coast Blues (Encore)

CD 2
1. Blue Grass
2. On Green Dolphin Street
3. Blue Monk
4. Last of the Wine
5. West Coast Blues

## Rezeption
Denny Ilett (London Jazz News) meinte, was die Hamburger Session einzigartig mache, sei die Tatsache, dass das Quartett durch ein vierköpfiges Saxophon-Team aus Hans Koller, Johnny Griffin, Ronnie Scott und Ronnie Ross ergänzt werde. Es sei das einzige Mal gewesen, dass Wes Montgomery innerhalb einer solchen Formation gearbeitet hätte. Nach Ansicht des Autors war er durchweg in höchster Form und genieße es eindeutig, in dieser ungewöhnlichen Besetzung zu spielen. Seine Soli seien so voller freudiger Überraschungen, dass man sich fast vorstellen könne, wie seine Finger über das Griffbrett seiner Gibson L-5 tanzten. Montgomery sei immer eine bescheidene und großzügige Seele gewesen und gibt jedem Saxophonisten und Solal am Klavier Solo-Raum, während sich das Session entfalte, was reichlich Gelegenheit gebe, zu hören, was für ein großartiger Begleiter er auch war.
Nach Ansicht von Chris May, der das Album in All About Jazz rezensierte, sei Montgomery auf dem Höhepunkt seines Spiels und die Band um ihn herum sei knackig. Obwohl Montgomery der Titelstar des NDR-Programms gewesen sei, werde die Aufführung als Treffen von Gleichen durchgeführt. Jeder konnte hier solo spielen – und es gebe Überflieger von Montgomery, Solal, Griffin und Ross. Jazzhistoriker werden diesen Blick auf Montgomery – und auch auf Ronnie Ross, der 1991 in den Fünfzigern verstarb – zu schätzen wissen. Ross sei eine der fast vergessenen Größen des britischen Modern Jazz der ersten Generation gewesen, auch wenn er ab 1970 die meiste Zeit als Session-Musiker verbrachte.

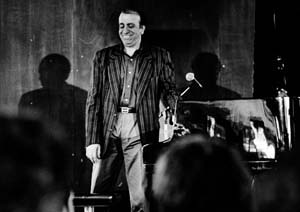
Martial Solal (1988). Fotografie von Erling Mandelmann

In der Rezension des Albums in France Musique hieß es, „das i-Tüpfelchen“ war neben Schlagzeuger Ronnie Stephenson und Bassist Michel Gaudry am Klavier einer der wichtigsten europäischen Innovatoren im Jazz, Martial Solal. Seine Soli (insbesondere in „Opening 2“ zu Beginn des zweiten Teils des Konzerts) kennzeichnen den zunehmend ausgeprägten Wunsch nach stilistischer Autonomie europäischer Musiker gegenüber amerikanischen Meistern ab Mitte der 1960er-Jahre. Dies zeige sich auch in der Sektion wunderschön arrangierter Saxophone. All dies hätte für den Gast aus den USA eine extreme Herausforderung sein müssen, aber er habe es mit Bravour und Eleganz getan. Wes Montgomery reagierte in seinen eigenen Kompositionen wie in denen von Ross, Solal und Griffin mit Empathie auf den einzigartigen Geist jedes seiner Partner. Er habe eine doppelte Leistung erreicht, so der Autor: Er behauptete sich als Anführer (schließlich sei er der Stargast des Abends gewesen) und füge sich dennoch bei Bedarf auch in das Kollektiv ein. Die daraus resultierenden Dialoge zwischen der Finesse des Klangs der Gitarre und der kollektiven Energie der Saxophonisten gehen über den Rahmen von Tradition und Konventionen hinaus.
Der Kritiker von France Musique erinnerte an die Tragik der letzten Jahre des Gitarristen; im Frühjahr 1965 hatte Montgomery nur noch drei Jahre zu leben. Er starb 1968 im Alter von nur 45 Jahren an einem Herzinfarkt. Der Erfolg des Autodidakten stieg in seinen letzten drei Jahren stark an, aber er war nicht glücklich darüber. In den Händen kommerzieller Produzenten [gemeint ist wohl Creed Taylor] sei die Musik von Wes Montgomery in Richtung einer „Marke“ gerutscht. Am Ende fühlte der Gitarrist, dass dies eine Art Verrat an seiner wahren Natur war. Ein unendlich trauriger Satz habe dies zusammengefasst: „Ich bin deprimiert von dem, was ich musikalisch produziere“.